# 胸腔闭式引流术
胸腔引流（英語：Chest drain），又称肋間引流（Intercostal drain）、導管胸廓造口術（Tube thoracostomy），是一种较为简单的外科手术。一般用于移除各种氣體（氣胸）或液體（胸腔积液、血胸、乳糜、膿胸）。过程是先进行局部麻醉，在肋骨间放置一根名為胸管（Chest tube）的导管作引流管，接入装有生理盐水的引流瓶以便排出气体或收集胸腔内的液体，使得肺组织重新张开而恢复功能。术后将以X光持续观察，并在确认无碍后夹闭导管观察24小时以上，方可拔除导管，并以消毒凡士林布封闭创口。

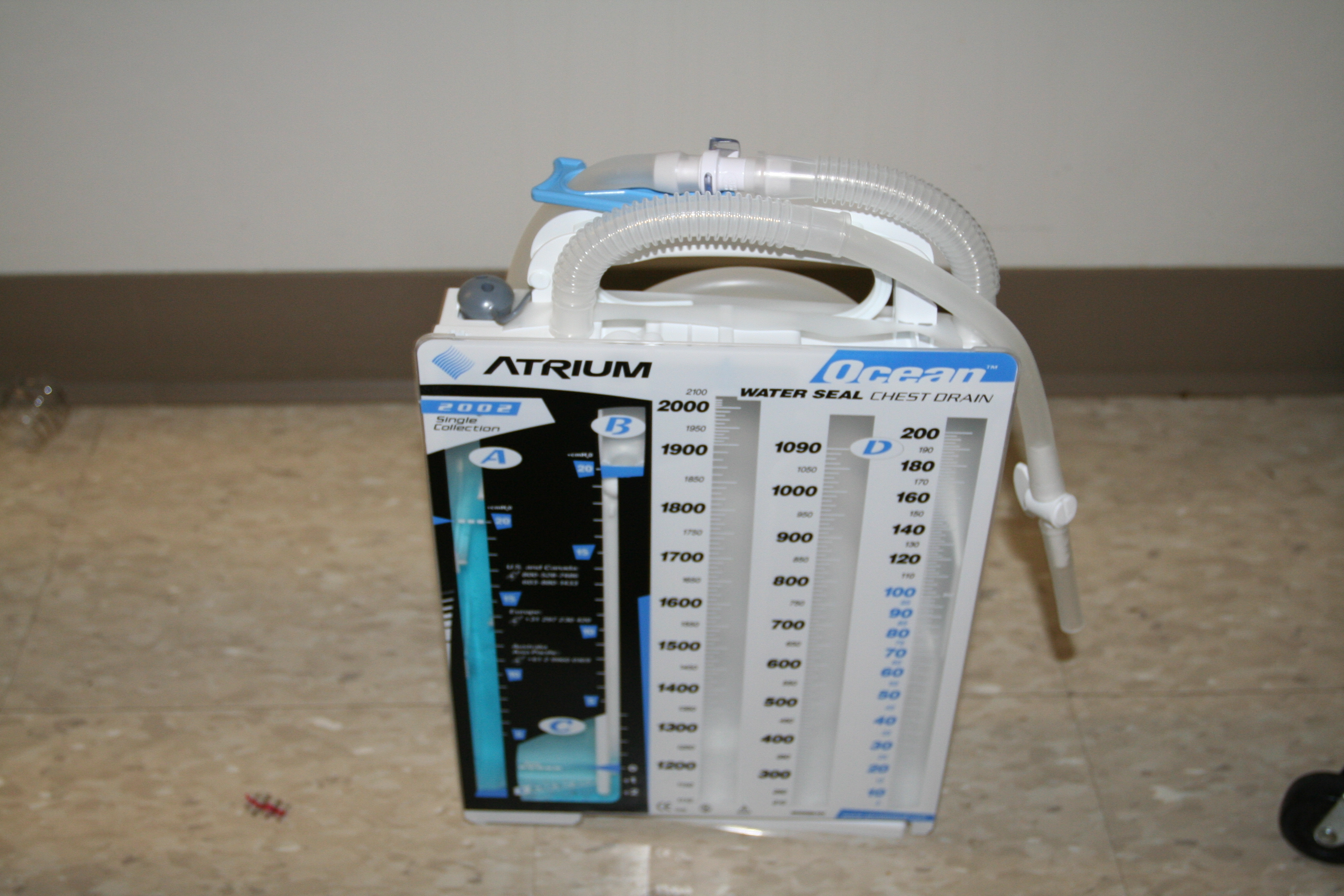
常用的其中一款的引流瓶